# La Rochette (Charente)
La Rochette è un comune francese di 568 abitanti situato nel dipartimento della Charente, nella regione della Nuova Aquitania.

## Società

### Evoluzione demografica
Abitanti censiti